# Dave Foley (rugby à XV)

a Compétitions nationales et continentales officielles uniquement.

b Matchs officiels uniquement.
Dernière mise à jour le 28 mai 2020.

Dave Foley, né le 16 mai 1988 à Clonmel, est un joueur de rugby à XV irlandais. Il évolue au poste de deuxième ligne et joue pour le Munster depuis avril 2010.

## Carrière en club
Foley a fait ses débuts avec l'équipe du Munster en ligue celtique en mai 2009 contre Cardiff. Il connait sa première titularisation en février 2011 contre le Benetton Trévise. En mars 2012, il signe une prolongation de contrat d'un an avec le Munster. En janvier 2013, il signe une nouvelle prolongation de contrat avec le club.
Le 21 mars 2017, la Section paloise annonce qu'il rejoindra le club à partir de la saison 2017-2018. Il a paraphé un contrat de deux ans avec Pau.

## Carrière internationale
Dave Foley est appelé le 19 mai 2013 dans l'équipe de développement Emerging Ireland qui prépare le tournoi IRB de Tbilissi 2013 
Il fait ses premiers pas avec l'équipe le 7 juin lors du match d'ouverture du tournoi contre la Géorgie .Il participe aux deux autres matchs de son équipe qui termine deuxième du tournoi.
Le 26 mai 2014, il est à nouveau dans le groupe d'Emerging Ireland qui prépare la coupe des nations IRB 2014. Il participe aux trois matchs contre la Russie, l'Uruguay et la Roumanie et remporte ainsi le tournoi.
Le 21 octobre 2014, il est appelé en équipe d'Irlande pour préparer la tournée d'automne 2014. Il connait sa première cape internationale le 16 novembre 2014 contre la Géorgie .